# Indigofera triquetra
Indigofera triquetra är en ärtväxtart som beskrevs av Ernst Meyer. Indigofera triquetra ingår i släktet indigosläktet, och familjen ärtväxter. Inga underarter finns listade i Catalogue of Life.